# Martin Řezníček
Martin Řezníček (* 5. prosince 1976 Praha) je český novinář a reportér, v letech 2012–2017 zahraniční zpravodaj České televize v USA. Od června 2018 moderuje hlavní zpravodajskou relaci České televize Události a Události, komentáře na ČT24.

## Život
Po obchodní akademii vystudoval masovou komunikaci se zaměřením na mezinárodní studia na Fakultě sociálních věd Univerzity Karlovy v Praze (promoval v roce 2002). Má dvě děti: Marka a Kláru. Jeho životní partnerkou je psycholožka Hana Sotáková.
Od roku 2000 pracoval v Praze a Londýně v české redakci BBC. V České televizi působí od roku 2006 v zahraniční redakci a od 1. prosince 2007 do konce roku 2012 ji vedl. Byl také zástupcem šéfredaktora a vedoucím vysílání (editorem) pořadu Události, hlavní zpravodajské relace ČT. Od 1. ledna 2013 se stal zahraničním zpravodajem ČT ve Washingtonu, kde vystřídal Michala Kubala. Na tomto postu působil do půli roku 2017, kdy ho vystřídal David Miřejovský a Martin Řezníček se vrátil do Prahy.
Od června 2018 moderuje hlavní zpravodajskou relaci ČT Události. V roce 2020 vydal knihu o současných USA „Rozpojené státy“. V listopadu 2021 byl zvolen zástupcem České televize v Evropské vysílací unii. V únoru 2022 obdržel Cenu Ferdinanda Peroutky.

## Kniha
- ŘEZNÍČEK, Martin. Rozpojené státy: Amerika nejen televizní kamerou. [s.l.]: Argo, 2020. 304 s. ISBN 978-80-257-3103-1.